# Гаврилов-Подольский, Валентин Феодосьевич
Валентин Феодосьевич Гаврилов-Подольский — советский государственный и политический деятель.

## Биография
Родился в 1908 году. Член ВКП(б) с 1946 года.
С 1940 года — на общественной и политической работе. В 1940—1968 гг. — участник строительства завода «Сибтяжмаш» в Красноярске, инженер Брянского машиностроительного завода, председатель Организационного бюро Красноярского краевого комитета КПСС по промышленному производству, 1-й секретарь Красноярского промышленного краевого комитета КПСС, 2-й секретарь Красноярского краевого комитета КПСС.
Избирался депутатом Верховного Совета РСФСР 6-го и 7-го созывов.